# ريان بيرسون
ريان بيرسون (بالإنجليزية: Ryan Pearson)‏ هو لاعب كرة قدم أسترالي، ولد في 31 يوليو 1989 في برث في أستراليا. لعب مع نادي برث غلوري.

## وصلات خارجية
- ريان بيرسون على موقع قاعدة بيانات كرة القدم.إي يو (الإنجليزية)